# Кемеровський округ
Ке́меровський округ (рос. Кемеровский округ) — муніципальний округ Кемеровської області Російської Федерації.
Адміністративний центр — місто Кемерово, яке не входить до складу округу і утворює окремий Кемеровський міський округ.

## Географія
Кемеровський округ розташований на північному заході Кузбасу. Кемеровський округ межує на півдні — з Кропивинським і Промишленнівським округами, на сході — з Іжморським, Чебулинським, Тісульським округами, на заході — з Топкинським, на півночі — з Яйським та Яшкинським округами.

## Історія
Кемеровський район з центром у селі Кемерово та Щегловський район з центром у місті Щегловськ були утворені 11 серпня 1924 року. До першого увійшли 11 сільрад.
Перед владою Кузбаського округу гостро стояло питання про відповідність його адміністративного центру — Щегловська — міському статусу: згідно з прийнятим ВЦВК 5 вересня 1924 року «Положенням про міські й сільські поселеннях» для визнання поселення містом, займатися в ньому сільським господарством повинно було не більше 25 % населення, а Щегловськ цій вимозі не відповідав. Для закріплення міського статусу владі необхідно було механічно підвищити відсоток робітників в місті. Погляд їх звернувся на село Кемерово на протилежному березі річки, оскільки там діяв рудник і перебувала велика залізнична станція. Поштовхом стала постанова ВЦВК від 23 січня 1928 року, яким село Кемерово було віднесене до категорії робітничих селищ і створювалася комісія з організації селищної ради. Але вже 12 листопада 1928 року новою постановою ВЦВК до складу Щегловська включалися «колишнє смт Кемерово, станція Кемерово Томської залізниці, хімічний завод та селище при ньому, Кемеровський рудник і селище при ньому». З втратою селом Кемерово статусу самостійного поселення було ліквідовано і Кемеровський район — постановою Президії Сибрайвиконкому від 6 лютого 1929 року Кемеровський район був ліквідований і приєднаний до Щегловського району.
У 1932 році місто Щегловськ було перейменовано в Кемерово, місто отримало статус обласного. Одночасно був ліквідований Щегловський район, територія увійшла до складу Кемеровської міської ради обласного підпорядкування. Указом Президії Верховної Ради РРФСР від 18 лютого 1939 року був відновлений Кемеровський район із сільської місцевості Кемеровського міськвиконкому, включивши в себе 16 сільрад і 105 населених пунктів.
Станом на 2002 рік район поділявся на 15 сільських рад:
| Поселення                     | Площа, км² | Населення, осіб (2002) | К-ть НП | Населені пункти |
| ----------------------------- | ---------- | ---------------------- | ------- | --- |
| Андрієвська сільська рада     | -          | 1390                   | 3       | село Андрієвка, селище Привольний, присілок Солонечна                                                                                   |
| Барановська сільська рада     | -          | 1964                   | 6       | село Барановка, селища Новоподиково, Черьомушки, присілки Нова Балахонка, Пещерка, Усть-Хмельовка                                       |
| Берегова сільська рада        | -          | 2173                   | 3       | селище Смирновський, присілки Берегова, Смолино                                                                                         |
| Березовська сільська рада     | -          | 5213                   | 4       | село Березово, селище Новостройка, присілки Суха Річка, Пугачі                                                                          |
| Верхотомська сільська рада    | -          | 1261                   | 1       | село Верхотомське |
| Єликаєвська сільська рада     | -          | 3112                   | 10      | село Єликаєво, селище Панинськ, присілки Александровка, Вознесенка, Журавльово, Жургавань, Іліндеєвка, Малиновка, Осиновка, Тебеньковка |
| Жовтнева сільська рада        | -          | 1840                   | 3       | селища Кузбаський, Ленінградський, присілок Маручак                                                                                     |
| Звьоздна сільська рада        | -          | 4020                   | 6       | селища Благодатний, Звьоздний, Семеновський, присілки Денисово, Креково, Мозжуха                                                        |
| Пригородна сільська рада      | -          | 2400                   | 1       | селище Пригородний |
| Силинська сільська рада       | -          | 1099                   | 4       | село Силино, селище Михайловський, присілки Упоровка, Урманай                                                                           |
| Старочервовська сільська рада | -          | 872                    | 3       | присілки Воскресенка, Ляпки, Старочервово                                                                                               |
| Суховська сільська рада       | -          | 4276                   | 2       | селище Металплощадка, присілок Сухово                                                                                                   |
| Щегловська сільська рада      | -          | 1459                   | 6       | селища Ізвестковий, Солнечний, Щегловський, присілки Під'яково, Стара Балахонка, Сутункін Брод                                          |
| Ягуновська сільська рада      | -          | 3353                   | 4       | село Ягуново, селища Мамаєвський, Новоіскітімськ, присілок Зоря                                                                         |
| Ясногорська сільська рада     | -          | 4604                   | 4       | село Мазурово, селища Буренічво, Ясногорський, присілок Комишна                                                                         |

Законом Кемеровській області від 17 грудня 2004 року Кемеровський район був наділений статусом муніципального, в якому були утворені 9 муніципальних утворень (сільських поселень). При цьому до складу району увійшли також населені пункти Березовської міської ради обласного підпорядкування — село Нижня Суєта, селища Арсентьєвська, Бердовка, Вотіновка, Ровенський, Розвідчик, Сосновка, Сосновка-2, Успенка, Юго-Александровка, присілок Дмитрієвка.
5 серпня 2019 року Кемеровський муніципальний район був ліквідований, а всі поселення, що входили до його складу, були перетворені шляхом об'єднання в Кемеровський муніципальний округ:
| Поселення                        | Площа, км² | Населення, осіб (2010) | Населення, осіб (2019) | К-ть НП | Населені пункти |
| -------------------------------- | ---------- | ---------------------- | ---------------------- | ------- | --- |
| Арсентьєвське сільське поселення | 2015,43    | 1872                   | 1498                   | 11      | село Нижня Суєта, селища Арсентьєвська, Бердовка, Вотіновка, Ровенський, Розвідчик, Сосновка, Сосновка-2, Успенка, Юго-Александровка, присілок Дмитрієвка                                                                                             |
| Берегове сільське поселення      | 247,11     | 4360                   | 4238                   | 6       | селища Кузбаський, Ленінградський, Смирновський, присілки Берегова, Маручак, Смолино |
| Березовське сільське поселення   | 112,75     | 6054                   | 6600                   | 4       | село Березово, селище Новостройка, присілки Пугачі, Суха Річка |
| Єликаєвське сільське поселення   | 776,30     | 7127                   | 6784                   | 20      | села Андрієвка, Єликаєво, Силино, селища Михайловський, Панинськ, Привольний, присілки Александровка, Вознесенка, Воскресенка, Журавльово, Жургавань, Іліндеєвка, Ляпки, Малиновка, Осиновка, Солонечна, Старочервово, Тебеньковка, Упоровка, Урманай |
| Звьоздне сільське поселення      | 186,83     | 3789                   | 3902                   | 6       | селища Благодатний, Звьоздний, Семеновський, присілки Денисово, Креково, Мозжуха |
| Суховське сільське поселення     | 22,44      | 5552                   | 7344                   | 2       | селище Металплощадка, присілок Сухово |
| Щегловське сільське поселення    | 620,84     | 5536                   | 5493                   | 13      | села Барановка, Верхотомське, селища Ізвестковий, Новоподиково, Солнечний, Черьомушки, Щегловський, присілки Нова Балахонка, Пещерка, Під'яоков, Стара Балахонка, Сутункін Брод, Усть-Хмельовка                                                       |
| Ягуновське сільське поселення    | 157,31     | 3889                   | 3776                   | 4       | село Ягуново, селища Мамаєвський, Новоіскітімськ, присілок Зоря |
| Ясногорське сільське поселення   | 160,73     | 7280                   | 6921                   | 5       | село Мазурово, селища Буренічево, Пригородний, Ясногорський, присілок Комишна |

## Населення
Населення — 46556 осіб (2019; 45459 в 2010, 39036 у 2002).

## Населені пункти
| №  | Населений пункт           | Населення, осіб (2002) | Населення, осіб (2010) |
| -- | ------------------------- | ---------------------- | ---------------------- |
| 1  | Александровка, присілок   | 1                      | 3                      |
| 2  | Андрієвка, село           | 1124                   | 1229                   |
| 3  | Арсентьєвка, селище       | 109                    | 125                    |
| 4  | Барановка, село           | 1095                   | 1152                   |
| 5  | Бердовка, селище          | 24                     | 18                     |
| 6  | Берегова, присілок        | 1824                   | 1974                   |
| 7  | Березово, село            | 2116                   | 2360                   |
| 8  | Благодатний, селище       | 442                    | 439                    |
| 9  | Буренічево, селище        | 121                    | 193                    |
| 10 | Верхотомське, село        | 1261                   | 1697                   |
| 11 | Вознесенка, присілок      | 2                      | 12                     |
| 12 | Воскресенка, присілок     | 150                    | 147                    |
| 13 | Вотіновка, селище         | 56                     | 60                     |
| 14 | Денисово, присілок        | 9                      | 15                     |
| 15 | Дмитрієвка, присілок      | 27                     | 34                     |
| 16 | Журавлево, присілок       | 183                    | 293                    |
| 17 | Жургавань, присілок       | 105                    | 119                    |
| 18 | Звьоздний, селище         | 1238                   | 1385                   |
| 19 | Зоря, присілок            | 73                     | 89                     |
| 20 | Єликаєво, село            | 2437                   | 2748                   |
| 21 | Ізвестковий, селище       | 24                     | 30                     |
| 22 | Іліндеєвка, присілок      | 4                      | 9                      |
| 23 | Комишна, присілок         | 345                    | 417                    |
| 24 | Крьоково, присілок        | 7                      | 36                     |
| 25 | Кузбаський, селище        | 1417                   | 1520                   |
| 26 | Ленінградський, селище    | 362                    | 415                    |
| 27 | Ляпки, присілок           | 153                    | 143                    |
| 28 | Мазурово, село            | 1112                   | 1108                   |
| 29 | Малиновка, присілок       | 1                      | 2                      |
| 30 | Мамаєвський, селище       | 69                     | 161                    |
| 31 | Маручак, присілок         | 61                     | 67                     |
| 32 | Металплощадка, селище     | 4146                   | 5189                   |
| 33 | Михайловський, селище     | 3                      | 0                      |
| 34 | Мозжуха, присілок         | 2307                   | 1913                   |
| 35 | Нижня Суєта, село         | 98                     | 30                     |
| 36 | Нова Балахонка, присілок  | 152                    | 254                    |
| 37 | Новоіскітімськ, селище    | 925                    | 1168                   |
| 38 | Новоподиково, селище      | 56                     | 114                    |
| 39 | Новостройка, селище       | 2442                   | 2967                   |
| 40 | Осиновка, присілок        | 202                    | 303                    |
| 41 | Панинськ, селище          | 7                      | 8                      |
| 42 | Пещерка, присілок         | 125                    | 151                    |
| 43 | Під'яково, присілок       | 147                    | 193                    |
| 44 | Привольний, селище        | 124                    | 141                    |
| 45 | Пригородний, селище       | 2400                   | 2387                   |
| 46 | Пугачі, присілок          | 165                    | 176                    |
| 47 | Ровенський, селище        | 94                     | 100                    |
| 48 | Розвідчик, селище         | 1018                   | 1034                   |
| 49 | Семеновський, селище      | 17                     | 1                      |
| 50 | Силино, село              | 829                    | 859                    |
| 51 | Смирновський, селище      | 72                     | 90                     |
| 52 | Смолино, присілок         | 277                    | 294                    |
| 53 | Солнечний, селище         | 210                    | 186                    |
| 54 | Солонечна, присілок       | 142                    | 147                    |
| 55 | Сосновка, селище          | 228                    | 46                     |
| 56 | Сосновка-2, селище        | 53                     | 168                    |
| 57 | Стара Балахонка, присілок | 78                     | 106                    |
| 58 | Старочервово, присілок    | 569                    | 563                    |
| 59 | Сутункін Брод, присілок   | 2                      | 2                      |
| 60 | Суха Річка, присілок      | 490                    | 551                    |
| 61 | Сухово, присілок          | 130                    | 363                    |
| 62 | Тебеньковка, присілок     | 170                    | 209                    |
| 63 | Упоровка, присілок        | 264                    | 189                    |
| 64 | Урманай, присілок         | 3                      | 3                      |
| 65 | Успенка, селище           | 391                    | 248                    |
| 66 | Усть-Хмелевка, присілок   | 277                    | 295                    |
| 67 | Черемушки, селище         | 259                    | 286                    |
| 68 | Щегловський, селище       | 998                    | 1070                   |
| 69 | Юго-Александровка, селище | 9                      | 9                      |
| 70 | Ягуново, село             | 2286                   | 2471                   |
| 71 | Ясногорський, селище      | 3026                   | 3175                   |